# Tres libros de música en cifra para vihuela

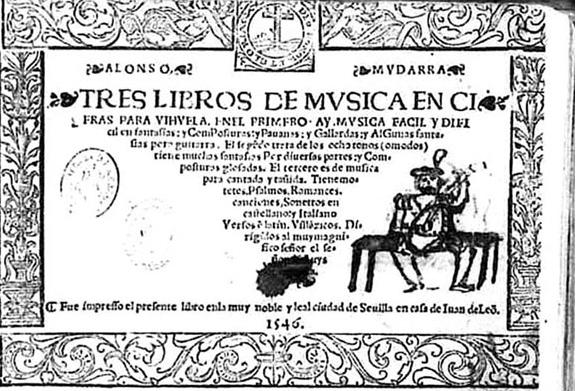
Portada de Tres libros de música en cifra para vihuela.

Los Tres libros de música en cifra para vihuela reúnen obras para vihuela, vihuela y voz y guitarra; fueron publicados por el compositor y vihuelista español Alonso Mudarra el 7 de diciembre de 1546, en Sevilla, en los talleres del impresor Juan de León.

## Las obras
La colección consta de obras originales de Mudarra y transcripciones para vihuela y vihuela y voz, de obras de otros compositores renacentistas como Josquin Des Pres, Nicolas Gombert, Adrian Willaert, Antoine de Févin y Pedro Escobar. Consta de 44 piezas para vihuela sola, 26 para vihuela y voz, 6 piezas para guitarra renacentista solista y una pieza para guitarra u órgano. Las obras de guitarra son las primeras conocidas para guitarra renacentista. Entre éstas composiciones hay fantasías, variaciones, tientos, pavanas, gallardas y canciones. Las canciones están escritas en latín, español e italiano e incluyen romances, villancicos y sonetos. Los textos de sus obras pertenecen entre otros a Horacio, Virgilio y Ovidio, entre los poetas latinos; Juan Boscán, Garcilaso de la Vega y Jorge Manrique, entre los españoles y Petrarca y Jacopo Sannazaro entre los italianos. Entre las innovaciones que introdujo, destaca el uso de diferentes símbolos para indicar el tempo: lento, medio y rápido.
La descripción detallada de éstas piezas se da a continuación. Donde no se especifica el compositor, significa que Mudarra es el compositor original de las piezas.:

### Libro I
Las piezas del 1 al 17 son para vihuela sola. Del 18 al 23 son para guitarra sola.
| N.º | Obra                                                                   | Compositor       | Género musical   | Grabaciones                                                                                        | Comentarios |
| --- | ---------------------------------------------------------------------- | ---------------- | ---------------- | -------------------------------------------------------------------------------------------------- | ----------- |
| 1   | Fantasia I, de pasos largos para desenvolver las manos                 |                  | fantasía         | JOR, FRE, RIV                                                                                      |             |
| 2   | Fantasia II, para desenvolver las manos                                |                  | fantasía         | JOR, FRE, WAL, RIV                                                                                 |             |
| 3   | Fantasia III, de pasos para desenvolver las manos                      |                  | fantasía         | FRE, WAL, RIV                                                                                      |             |
| 4   | Fantasia IV, de pasos de contado                                       |                  | fantasía         | FRE                                                                                                |             |
| 5   | Fantasia V, fácil                                                      |                  | fantasía         | JOR, FRE, RIV                                                                                      |             |
| 6   | Fantasia VI, fácil                                                     |                  | fantasía         | FRE, RIV                                                                                           |             |
| 7   | Fantasia VII, fácil                                                    |                  | fantasía         | FRE, RIV, MTO                                                                                      |             |
| 8   | Fantasia VIII                                                          |                  | fantasía         | FRE                                                                                                |             |
| 9   | Fantasia IX                                                            |                  | fantasía         | FRE, RIV                                                                                           |             |
| 10  | La segunda parte de la Gloria de la Misa de "Faysan regrés" de Josquin | Josquin Des Pres | Gloria           | FRE                                                                                                |             |
| 11  | Pleni de la Misa de "Faysan regrés" de Josquin                         | Josquin Des Pres | parte de la misa | FRE                                                                                                |             |
| 12  | Fantasia X que contrahazee la harpa en la manera de Ludovico           |                  | fantasía         | BYR, YEP, WIL, JOR, ZAY, RAG, FRE, PAR, BRE, MOR, RAM, THO, RON, RIV, FIS, PEP, ABT, BRE, HER, MTO |             |
| 13  | (Diferencias sobre) Conde Claros                                       |                  | diferencia       | BYR, WIL, JOR, ZAY, RAG, SAV, FRE, TOY, RIV, ABT, MTO                                              |             |
| 14  | Romanesca I, o Guardame las vacas                                      |                  | romanesca        | ULS, RAG, FRE, ROO, THO, RIV, KOC, OLA, HER, MTO                                                   |             |
| 15  | Pavana I                                                               |                  | pavana           | FRE, KOC                                                                                           |             |
| 16  | Pavana II, de Alexandre                                                |                  | pavana           | CUE, JOR, RAG, FRE, LES, WAL, MOR, RIV, KOC, HER, MTO                                              |             |
| 17  | Gallarda                                                               |                  | gallarda         | ROM, JOR, RAG, SAV, FRE, LES, WAL, RIV, ABT, HER, MTO                                              |             |
| 18  | Fantasia XI, del primer tono. Guitarra al temple viejo                 |                  | fantasía         | FRE, JAN                                                                                           |             |
| 19  | Fantasia XII, del quarto tono. Guitarra al temple nuevo                |                  | fantasía         | FRE, JAN                                                                                           |             |
| 20  | Fantasia XIII, del quinto tono. Guitarra al temple nuevo               |                  | fantasía         | FRE, KOC, JAN                                                                                      |             |
| 21  | Fantasia XIV, del primer tono. Guitarra al temple nuevo                |                  | fantasía         | FRE, BRE                                                                                           |             |
| 22  | Pavana III. Guitarra al temple nuevo                                   |                  | pavana           | JOR, FRE, HER                                                                                      |             |
| 23  | Romanesca II, o Guardame las vacas. Guitarra al temple nuevo           |                  | romanesca        | FRE                                                                                                |             |

### Libro II
Todas las piezas son para vihuela sola.
| N.º | Obra                                                                             | Compositor       | Género musical | Grabaciones   | Comentarios |
| --- | -------------------------------------------------------------------------------- | ---------------- | -------------- | ------------- | ----------- |
| 24  | Tiento I. Primer tono                                                            |                  | tiento         | FRE, HER      |             |
| 25  | Fantasia XV. Primer tono                                                         |                  | fantasía       | JOR, FRE      |             |
| 26  | Kyrie primero, de la Missa de "Beata Virgine" de Josquin glosado. Primer tono    |                  | Kyrie          | FRE           |             |
| 27  | Fantasia XVI. Primer tono                                                        |                  | fantasía       | JOR, FRE, HER |             |
| 28  | Tiento II. Segundo tono                                                          |                  | tiento         | FRE, HER      |             |
| 29  | Fantasia XVII. Segundo tono                                                      |                  | fantasía       | JOR, FRE, HER |             |
| 30  | Fantasia XVIII de sobre fa mi ut re. Segundo tono                                |                  | fantasía       | FRE, MTO      |             |
| 31  | Tiento III. Tercer tono                                                          |                  | tiento         | FRE           |             |
| 32  | Fantasia XIX. Tercer tono                                                        |                  | fantasía       | FRE, RIV, HER |             |
| 33  | Glosa sobre un Kyrie postrero de una Misa de Josquin que va sobre "Pange lingua" | Josquin Des Pres | glosa          | FRE, RIV      |             |
| 34  | Tiento IV. Quarto tono                                                           |                  | tiento         | FRE           |             |
| 35  | Fantasia XX. Quarto tono                                                         |                  | fantasía       | FRE, KOC, HER |             |
| 36  | Glosa sobre un Benedictus de una Missa de Josquin que va sobre la sol fa re mi   | Josquin Des Pres | glosa          | FRE           |             |
| 37  | Tiento V. Quinto tono                                                            |                  | tiento         | FRE           |             |
| 38  | Fantasia XXI. Quinto tono                                                        |                  | fantasía       | FRE           |             |
| 39  | Fantasia XXII. Quinto tono                                                       |                  | fantasía       | FRE           |             |
| 40  | Tiento VI. Sexto tono                                                            |                  | tiento         | FRE, HER      |             |
| 41  | Fantasia XXIII. Sexto tono                                                       |                  | fantasía       | FRE           |             |
| 42  | Glosa sobre el primer Kyrie de una Misa de Fevin que va sobre "Ave Maria"        | Antoine de Févin | glosa          | FRE           |             |
| 43  | Tiento VII. Septimo tono                                                         |                  | tiento         | FRE           |             |
| 44  | Fantasia XXIV. Septimo tono                                                      |                  | fantasía       | FRE           |             |
| 45  | Glosa sobre el "Cum Sancto Spiritu" de la Missa de "Beata Virgine", de Josquin   | Josquin Des Pres | glosa          | FRE           |             |
| 46  | Tiento VIII. Octavo tono                                                         |                  | tiento         | FRE, RIV      |             |
| 47  | Fantasia XXV. Octavo tono                                                        |                  | fantasía       | FRE, RIV      |             |
| 48  | Fantasia XXVI. Octavo tono                                                       |                  | fantasía       | FRE           |             |
| 49  | Fantasía XXVII. Va sobre fa mi fa re ut sol fa sol mi re. Octavo tono            |                  | fantasía       | FRE, RIV      |             |

### Libro III
Todas las piezas son para vihuela y voz.
| N.º | Obra                                                                               | Compositor      | Género musical | Grabaciones                            | Comentarios                 |
| --- | ---------------------------------------------------------------------------------- | --------------- | -------------- | -------------------------------------- | --------------------------- |
| 50  | Motete I. Pater noster a quatro de Adrian Williart                                 | Adrian Williart | motete         | FRE                                    |                             |
| 51  | Motete II. Respice in me, Deus de Gombert                                          | Nicolas Gombert | motete         | FRE                                    |                             |
| 52  | Motete III de la Cananea. Clamabat autem mulier                                    | Pedro Escobar   | motete         | FRE, LES, HER                          |                             |
| 53  | Romance I. Durmiendo yba el Señor                                                  |                 | romance        | FRE                                    |                             |
| 54  | Romance II. Triste estaba el rey David                                             |                 | romance        | CUE, BER, FRE, KIS, KIN, FIG, RON, HER |                             |
| 55  | Romance III. Israel, mira tus montes                                               |                 | romance        | CUE, FRE, FIG                          |                             |
| 56  | Canción I. Sin dudar. Canción al milagro de la encarnación                         |                 | canción        | FRE                                    |                             |
| 57  | Canción II. Recuerde el alma dormida                                               |                 | canción        | FRE, FIG, PIF*, HER                    | Texto: Jorge Manrique       |
| 58  | Canción III. Claros y frescos ríos                                                 |                 | canción        | EMC, BER, FRE, HES, FIG, HER, AKA      | Texto: Juan Boscán          |
| 59  | Soneto I. Que llantos son aquestos... Va a manera de diálogo                       |                 | soneto         | FRE, FIG                               |                             |
| 60  | Soneto II. Si por amar el hombre                                                   |                 | soneto         | FRE                                    |                             |
| 61  | Soneto III. Por ásperos caminos                                                    |                 | soneto         | FRE, FIG                               | Texto: Garcilaso de la Vega |
| 62  | Verso I, en latín. A la muerte de la Serenísima Princesa Doña Maria Nuestra Señora |                 | verso          | FRE                                    |                             |
| 63  | Verso II, en latín, del quarto de Virgilio. Dulces exuviae                         |                 | verso          | FRE, FIG, HER                          | Texto: Virgilio             |
| 64  | Verso III, en latín, de Horacio. Beatus ille                                       |                 | verso          | FRE, FIG, HER                          | Texto: Horacio              |
| 65  | Verso IV, en latín, de Ovidio. Hanc tua Penelope                                   |                 | verso          | FRE                                    | Texto: Ovidio               |
| 66  | Soneto IV, en italiano. La vita fugge                                              |                 | soneto         | FRE, FIG, HER                          | Texto: Petrarca             |
| 67  | Soneto V, en italiano. Lassato a yl tago                                           |                 | soneto         | FRE                                    |                             |
| 68  | Soneto VI, en italiano. O gelosia d'amanti                                         |                 | soneto         | FRE, FIG, HER                          | Texto: Jacopo Sannazaro     |
| 69  | Soneto VII, en italiano. I tene al ombra                                           |                 | soneto         | FRE                                    |                             |
| 70  | Villancico I. Dime a do tienes las mientes                                         |                 | villancico     | ANG, RES, FRE, HER                     |                             |
| 71  | Villancico II. Si me llaman a mi                                                   |                 | villancico     | CUE, FRE, KIT, FIG, ROM, THO, ARA, HER |                             |
| 72  | Villancico III. Gentil cavallero                                                   |                 | villancico     | FRE, FIG, HER, AKA                     |                             |
| 73  | Villancico IV. Ysabel, perdiste la tu faxa                                         |                 | villancico     | ZAY, BER, FRE, FIG, ROM, THO, HER      |                             |
| 74  | Villancico V. Si viesse e me levasse                                               |                 | villancico     | FRE, FIG                               |                             |
| 75  | Psalmo I por el séptimo tono. Nisi Dominus                                         |                 | salmo          | FRE, HER                               |                             |
| 76  | Psalmo II por el primer tono. Exurge quare                                         |                 | salmo          | FRE, HER                               |                             |
| 77  | Tiento IX para harpa u órgano                                                      |                 | tiento         | FRE, CIR, JAC                          |                             |

## Discografía
La siguiente discografía se ha ordenado por año de grabación, pero la referencia es la de la edición más reciente en CD. No se incluyen las recopilaciones, sólo los discos originales.
- 1950 - [CUE] Italian Songs (16th and 17th Centuries) - Spanish Songs (16th Century). Leeb Cuénod. . La edición en CD viene acoplada junto con otras grabaciones en: Hugues Cuénod - Vol. 6 - Des Troubadours à la Romance. Lys 213.
- 1958 - [BYR] Classical Byrd. Charlie Byrd. Milestone
- 1967 - [YEP] Rodrigo: Concierto de Aranjuez. Narciso Yepes. DG
- ???? - [ROM] ????. Angel Romero. La versión en CD está junto con otras grabaciones en la recopilación: Spanish Guitar Virtuoso Vol 2. EMI Classics
- 1967 - [WIL] More virtuoso music for guitar. John Williams. Columbia Records (LP). Trae 2 piezas Diferencias Sobre el Conde Claros, que solo se encuentra en esta grabación en LP y Fantasía que contrahaze la harpa en la manera de Ludovico  que se encuentra en la recopilación: Spanish Guitar Music. Sony Classical SBK 46347.
- 1968 - [ANG] Songs of Andalusia. Victoria de los Ángeles. Ars Musicae de Barcelona. Enrique Gispert. . La versión en CD está junto con otras grabaciones en la recopilación: Cantos de España. Victoria de los Ángeles. EMI Classics 7243 5 66 937 2 2.
- 1968 - [RES] Music from the Time of Christopher Columbus. Musica Reservata. Philips 432 821-2 PM.
- 1968 - [GIS] La música en la Corte Española de Carlos V. Ars Musicae de Barcelona. Eric Gispert. MEC - 1004 CD
- 1971 - [ULS] Tanzmusik der Renaissance. Konrad Ragossnig. Ulsamer Collegium. Josef Ulsamer. . La edición en CD viene acoplada junto con otras grabaciones en: Archiv Produktion 439 964-2.
- 1971 - [JOR] Spanish vihuelists of the 16th century II. Jorge Fresno. . La versión en CD está junto con otras grabaciones en la recopilación: Vihuelistas Españoles (S. XVI). Colección de Música Antigua Española. Hispavox CMS 7 63671 2
- 1972 - [ZAY] Spanish vihuelists of the 16th century IV. Anne Perret, Rodrigo de Zayas. Hispavox HHS 15 (LP).
- 1973 - [EMC] Music from the court of Ferdinand and Isabella. Early Music Consort of London. David Munrow. . La edición en CD viene acoplada junto con otras grabaciones en: Testament SBT 1251.
- 1973 - [GAL] Luis Venegas de Henestrosa. Clavicembalo y clavicordio. Genoveva Gálvez. Hispavox.
- 1974 - [BER] Old Spanish Songs. Spanish songs from the Middle Ages and Renaissance. Teresa Berganza y Narciso Yepes. . La edición en CD viene acoplada junto con otras grabaciones en: Deutsche Grammophon 435 648-2.
- 1975 - [RAG] Musik für Laute: III. Spanien. Konrad Ragossnig. La edición en CD viene acoplada junto con otras grabaciones en: Archiv Produktion 447 727-2 (4 CD).
- 1975 - [PLA] Danzas del Renacimiento. Conjunto instrumental "Pro Música Hispaniarum". Roberto Pla. Hispavox CDM 5 65726 2.
- 1976 - [SAV] Lieder und Tänze der Cervantes-Zeit (1547-1616). Hespèrion XX. Jordi Savall. EMI "Reflexe" 7 63145 2.
- 1981 - [FRE] Alonso Mudarra. Tres libros de música en cifra para vihuela y para canto y vihuela. Integral 3 CD. Jorge Fresno, Rosemarie Meister. Hispavox CMS 5 66043 2. Colección de Música Antigua Española.
- 1982 - [ROO] Renaissance Fantasias. Anthony Rooley. Hyperion 66089.
- 1984 - [KIS] Madrigal History Tour. The King's Singers', Consort of Musicke.  Anthony Rooley. EMI Classics
- 1986 - [KIN] L'homme armé: 1450-1650. Musique de guerre et de paix. The Boston Camerata. Joel Cohen. Erato ECD 88168.
- 1987 - [CIR] Music from the Spanish Kingdoms. Circa 1500 Ensemble. CRD 3447.
- 1989 - [LES] O Lusitano. Portuguese vilancetes, cantigas and romances. Circa 1500. Gérard Lesne. Virgin Veritas 59071.
- 1990 - [OAK] The Art of Flemish Song in the Courts of Europe. Live Oak. Centaur Records 2109.
- 1990 - [PAR] In the Spanish Style. Christopher Parkening. EMI Classics
- 1990 - [BRE] Guitarra: The Guitar in Spain. Julian Bream. RCA
- 1991 - [SMI] Alonso Mudarra. Tres libros de música en cifra para vihuela. Hopkinson Smith. Astrée E 8740.
- 1991 - [KIR] The Lute in Dance and Dream. Three Centuries of Lute Masterpieces. Lutz Kirchhof. Sony Classical SK 48 068
- 1991 - [RUM] Music of the Spanish Renaissance. Shirley Rumsey. Naxos 8.550614.
- 1992 - [HES] El Cancionero de Medinaceli, 1516-1556. Música en el tiempo de Carlos V. Hespèrion XX. Jordi Savall. Astrée (Naïve) ES 9973.
- 1993 - [KIT] Musica Mediterranea. Kithara Ensemble. Chandos Chaconne 0562.
- 1993 - [WAL] Ay de Mi!. Music for Vihuela and Voice. Frank Wallace. Centaur
- 1993 - [TOY] The Art Of Spanish Variations. Toyohiko Satoh. Channel Classics
- 1993 - [AKA] Amando e Desiando. Spanish and italian music from the 16th century. Akantus. Alice Musik Produktion ALCD 010
- 1994 - [FOL] Folias & Canarios. Hespèrion XX. Jordi Savall. Astrée (Naïve) ES 9974.
- 1994 - [FIG] Alonso Mudarra, 1510-1580: Libro Tercero de Musica en Cifras y Canto, 1546. Hopkinson Smith. Montserrat Figueras. Astrée ES 9941.
- 1994 - [MOR] La Guitarra Española I (1536-1836). José Miguel Moreno. Glossa 920103
- 1994 - [RAM] Recuerdos de la Alhambra. 5 Centuries of Spanish Guitar Classics. Alexander Sergei Ramirez. Denon Records
- 1994(?) - [SAN] Rodrigo: Concierto de Aranjuez. Turibio Santos.
- 1995 - [ROM] Al alva venid. Música profana de los siglos XV y XVI. Ensemble La Romanesca. José Miguel Moreno. Glossa 920203.
- 1995 - [THO] A Royal Songbook. Spanish Music from the time of Columbus. Musica Antiqua of London. Philip Thorby. Naxos 8.55332.
- 1995 - [RON] A Song of David. Music of the Sephardim and Renaissance Spain. La Rondinella. Dorian Discovery DIS-80130.
- 1995 - [WJU] Musique ibérique au clavicorde. Cabezón, Cabanilles, Coelho, Correa de Arauxo, etc. Ilton Wjuniski. Harmonia Mundi (Schola Cantorum Basiliensis Documenta) 905236.
- 1995 - [ARA] Des Croisades à Don Quichotte. Musique du pourtour méditerranéen (XIIe-XVIe siècles). Ensemble vocal et instrumental Arabesque. Domitille de Bienassis. Solstice SOCD 125.
- 1995 - [RIV] De los álamos de Sevilla. Obras para vihuela de Mudarra y Fuenllana. Juan Carlos Rivera. Almaviva DSI 0106
- 1995 - [KOC] La Guitarra Española 1546-1732. Hans Michael Koch. MD&G Records
- 1995 - [IAD] The Art of the Lute. Joseph Iadone. Lyrichord Discs Inc.
- 1995 - [FIS] Guitar Fantasies. Eliot Fisk. Music Masters Jazz
- 1995 - [PEP] Noches de España. Romantic Guitar Classics. Pepe Romero. Philips.
- 1996 - [OLA] Mudéjar. Begoña Olavide. MA Records MA 042A.
- 1996 - [PIF] Los Ministriles. Spanish Renaissance Wind Music. Piffaro, The Renaissance Band. Joan Kimball, Robert Wiemken. Archiv "Blue" 474 232.
- 1996 - [ABT] Dreams of a lost era. Spanish Renaissance Music. Walter Abt. Koch Schwann 3-1426-2
- 1996 - [ALI] Four Centuries of Spanish Guitar.  Alirio Díaz. Vanguard Classics.
- 1996 - [JAC] Great European Organs, No.39. Nicholas Jackson. Priory Records UK
- 1996 - [GRI] Spirit of Spain. Slava Grigoryan. Sony
- 1996 - [BRE] Music Of Spain: Milán, Narváez. Julian Bream. RCA
- 1996 - [CHA] De la musique des Conquistadores au livre d'orgue des indiens Chiquitos. Francis Chapelet, Cristina Gracia Banegas, Norberto Broggini. Orgue historique du convent Santa Clara de Sucre. K617
- 1997 - [JAN] Canciones y Ensaladas. Chansons et pièces instrumentales du Siècle d'Or. Ensemble Clément Janequin. Dominique Visse.    Harmonia Mundi HMC 90 1627.
- 1997 - [SPE] Medieval Harp. Patricia Spero. New World Music NWCD 433.
- 1997 - [LIV] Lanterns of Fire. Love and the Mystic in Renaissance Spain. Live Oak and Company. Centaur 2316.
- 1997 - [HER] Alonso Mudarra: Songs and solos for vihuela  & guitar. Catherine King, Jacob Heringman. AS&V Gaudeamus CD GAU 162
- 1997 - [ART] Music From The Royal Courts of Europe. Michael Long, Ainhoa Arteta. Helicon Records
- 1997 - [CLA] Iberian Music On The Clavichord. Ilton Wjuniski. Harmonia Mundi.
- 1998 - [SEP] Sephardic Journey. Spain and the Spanish Jews. La Rondinella. Dorian DOR 93 171.
- 1998 - [KIR] Zur Harfe gesungen. Europaïsche Musik aus fünf Jahrhunderten. Almut Kirchner. Verlag der Spielleute CD 9807.
- 1998 - [SEM] Canto a mi caballero. The Tradition of Antonio de Cabezón. Capriccio Stravagante. Skip Sempé. Astrée 8651.
- 1998 - [MIN] Court and Cathedral. The two worlds of Francisco de Peñalosa. Concentus Musicus Minnesota. Arthur Maud. Meridian 84406.
- 1998 - [LAW] The Harp Of Luduvico. Andrew Lawrence-King. Hyperion
- 1998 - [JMM] Canción del Emperador. José Miguel Moreno. Glossa 920108
- 1998 - [GOP] La bella Ninfa. European Madrigals ca. 1600. Hallenser Madrigalisten. Carl Andreas Gopfert. Berlin Classics
- 1998 - [ALE] Renaissance Music for Guitar. Allan Alexander. ADG
- 1999 - [MEN] Lágrimas corriendo. Canciones de Alonso Mudarra y Miguel de Fuenllana. Carlos Mena. Juan Carlos Rivera. Almaviva 0131
- 1999 - [UMB] Chacona. Renaissance Spain in the Age of Empire. Ex Umbris. Dorian 93207.
- 1999 - [HER] Sixteenth Century Lute Settings of Josquin des Prez. Jacob Heringman. Discipline Global Mobile DGM 0006.
- 1999 - [ADA] Shakespeare: Greatest Hits. Lute works from the Elizabethan Age.  Jonathan Adams. Intersound Records
- 2000 - [ALF] Valderrábano y los vihuelistas castellanos. Alfred Fernández. Unacorda UCR0012000.
- 2000 - [SCH] Spanish Guitar Collection. Kurt Schneeweiss. Arte Nova (Sony BMG)
- 2001 - [GON] Órganos Históricos en Aragón. Vol I. Jesús Gonzalo. Tecnosaga KPD/p. m.-10.4013
- 2001 - [TER] ¡Baylado!. Music of Renaissance Spain. The Terra Nova Consort. Dorian 90298.
- 2001 - [TRA] La Dolce Vita. Tragicomedia, The King's Singers. EMI Records
- 2002 - [BOZ] Sevilla circa 1560. Secular Polyphony of the Andalusian School. La Trulla de Bozes. Carlos Sandúa. Passacaille 936.
- 2002 - [RIA] ResOnanzen 2002. Das ewig Weibliche. Orphénica Lyra. José Miguel Moreno, Nuria Rial. ORF "Edition Alte Musik" CD 314.
- 2002 - [GAL] Tañer de Gala. Vihuela Music. Juan Carlos Rivera. Cantus 9631
- 2003 - [CAB] Songs of the Spanish Renaissance, Vol. 1 . Montserrat Caballé, Manuel Cubedo. RCA
- 2004 - [BER] Gentil mia Donna. Petrarca e la musica. Laurens, Fuoco e Cenere. Jay Bernfeld. Arion ARN 68 648.
- 2004 - [HAR] Luis Venegas de Henestrosa: El arte de fantasía. Harp Consort. Andrew Lawrence-King. Harmonia Mundi USA 907316.
- 2004 - [GRA] Canciones Sefardíes del S.XX. Elena Gragera, Antón Cardó. Columna Música 1CM 0147
- 2004 - [MTO] O gloriosa domina. Shigeo Mito. N&S AVANCE NSCD-54501
- 2005 - [QUI] Don Quijote de la Mancha. Romances y Músicas. Hespèrion XXI y La Capella Reial de Catalunya. Jordi Savall. Alia Vox AVSA 9843.
- 2005 - [JOR] Altre Follie 1500-1750. Albicastro, Cabanilles, Cabezón, Corbetta, Correlli, Falconiero, Piccinini, Sanz, Storace, Vivaldi & Anon. Hespèrion XXI. Jordi Savall. Alia Vox AV 9844.
- 2005 - [LYR] Música en el Quijote y otras obras de Miguel de Cervantes. José Miguel Moreno. Orphénica Lyra. Glossa GCD 920207
- 2005 - [SOL] The Renaissance Album. Göran Söllscher. Deutsche Grammophon 00289 477 5726
- 2005 - [MOR] Filomena Moretti. Filomena Moretti. Transart Live.
- 2005 - [LAU] Ay Luna. Música española del Siglo de Oro. Guillemette Laurens, Mike Fentross. Alpha 064
- 2005 - [DIA] Guitar for Romantics. Edwin Fotheringham, Alirio Díaz. Vanguard Classics
- 2005 - [SEG] The Spanish Guitar: Music from 1535-1962. Emanuele Segre. De los Records
- 2005 - [ESP] Dezidle al cavallero. Obras para vihuela y guitarra barroca. Fernando Espí. Verso VRS 2043
- 2005 - [EIS] La Guitarre Royale. Lex Eisenhardt. Et'Cetera
- 2006 - [LON] Comiença la musica para guitarra. Massimo Lonardi. Stradivarius STR 33695
- 2006 - [PAR] Mil Suspiros Dio Maria. Sacred and secular music from the Brazilian Renaissance. Continens Paradisi. Ricercar 246
- 2006 - [RUS] Renaissance Favorites for Guitar. David Russell. Telarc.
- 2008 - [MTL] Let's Travel around Europe by Lute Music Part 1 - The Renaissance Era. Shigeo Mito. Musea Parallèle MP3082. AR